# 2. ŽNL Dubrovačko-neretvanska 2017./18.
2. ŽNL Dubrovačko-neretvanska u sezoni 2017./18. predstavlja drugi stupanj županijske lige u Dubrovačko-neretvanskoj županiji, te ligu petog stupnja hrvatskog nogometnog prvenstva. 
 
U ligi sudjeluje 6 klubova, koji igraju dvokružnu ligu (10 kola). 
 
Ligu je osvojio "Sokol" iz Dubravke.

## Sudionici
- Enkel – Popovići, Konavle
- Faraon – Trpanj
- Putniković – Putniković, Ston
- Rat –  Kuna Pelješka, Orebić
- Sokol – Dubravka, Konavle
- SOŠK 1919 – Ston

## Ljestvica
| Poz. | Momčad         | U  | P | N | I | G+ | G– | G+/– | Bod. | Nastavak natjecanja ili ispadanje |
| ---- | -------------- | -- | - | - | - | -- | -- | ---- | ---- | --------------------------------- |
| 1.   | Sokol (P)      | 10 | 7 | 2 | 1 | 25 | 11 | +14  | 23   | 1. ŽNL                            |
| 2.   | Faraon         | 10 | 6 | 2 | 2 | 34 | 13 | +21  | 20   |                                   |
| 3.   | Enkel          | 10 | 5 | 2 | 3 | 30 | 20 | +10  | 17   |                                   |
| 4.   | SOŠK 1919 Ston | 10 | 4 | 4 | 2 | 21 | 18 | +3   | 16   |                                   |
| 5.   | Putniković     | 10 | 1 | 3 | 6 | 11 | 30 | −19  | 6    |                                   |
| 6.   | Rat            | 10 | 0 | 1 | 9 | 7  | 36 | −29  | 1    |                                   |

## Rezultati
Ažurirano 16. svibnja 2018.
| 1. kolo             | 1. kolo |
| ------------------- | ------- |
| 15. listopada 2017. |         |
| Faraon – SOŠK 1919  | 3:5     |
| Putniković – Sokol  | 1:4     |
| Enkel – Rat         | 7:1     |
| [ 3 ]               |         |

| 2. kolo             | 2. kolo |
| ------------------- | ------- |
| 22. listopada 2017. |         |
| Sokol – SOŠK 1919   | 2:2     |
| Rat – Faraon        | 1:3     |
| Putniković – Enkel  | 1:4     |
| [ 4 ]               |         |

| 3. kolo             | 3. kolo |
| ------------------- | ------- |
| 29. listopada 2017. |         |
| Faraon – Putniković | 3:0     |
| Enkel – Sokol       | 1:2     |
| Rat – SOŠK 1919     | 0:2     |
| [ 5 ]               |         |

| 4. kolo                | 4. kolo |
| ---------------------- | ------- |
| 5. studenog 2017.      |         |
| Sokol – Rat            | 3:1     |
| Putniković – SOŠK 1919 | 1:3     |
| Enkel – Faraon         | 3:3     |
| [ 6 ]                  |         |

| 5. kolo            | 5. kolo |
| ------------------ | ------- |
| 12. studenog 2017. |         |
| Faraon – Sokol     | 3:0     |
| Enkel – SOŠK 1919  | 4:1     |
| Rat – Putniković   | 1:1     |
| [ 7 ]              |         |

| 6. kolo            | 6. kolo |
| ------------------ | ------- |
| 15. travnja 2018.  |         |
| Sokol – Putniković | 3:0     |
| Rat – Enkel        | 1:4     |
| SOŠK 1919 – Faron  | 2:2     |
| [ 8 ]              |         |

| 7. kolo            | 7. kolo |
| ------------------ | ------- |
| 22. travnja 2018.  |         |
| SOŠK 1919 – Sokol  | 0:3     |
| Faraon – Rat       | 4:0     |
| Enkel – Putniković | 4:0     |
| [ 9 ]              |         |

| 8. kolo             | 8. kolo |
| ------------------- | ------- |
| 29. travnja 2018.   |         |
| Sokol – Enkel       | 2:2     |
| Putniković – Faraon | 0:7     |
| SOŠK 1919 – Rat     | 3:0     |
| [ 10 ]              |         |

| 9. kolo                | 9. kolo |
| ---------------------- | ------- |
| 6. svibnja 2018.       |         |
| Rat – Sokol            | 1:4     |
| SOŠK 1919 – Putniković | 1:1     |
| Faraon – Enkel         | 6:0     |
| [ 11 ]                 |         |

| 10. kolo          | 10. kolo |
| ----------------- | -------- |
| 13. svibnja 2018. |          |
| Sokol – Faraon    | 2:0      |
| SOŠK 1919 – Enkel | 3:1      |
| Putniković – Rat  | 5:1      |
| [ 2 ] [ 12 ]      |          |

## Najbolji strijelci
Izvori:
- 18 golova
  - Pero Saulan (Enkel)
- 12 golova 
  - Bruno Koludrović (Faraon)
- 10 golova 
  - Ivo Kovačević (Sokol)

## Poveznice
- Županijski nogometni savez Dubrovačko-neretvanske županije
- 2. ŽNL Dubrovačko-neretvanska
- 1. ŽNL Dubrovačko-neretvanska 2017./18.
- Kup Županijskog nogometnog saveza Dubrovačko-neretvanske županije 2017./18.